# Ołtarz Jerozolimski
Ołtarz Jerozolimski – gotyckie retabulum ołtarzowe, wykonane około 1495–1500 przez anonimowego malarza, przypuszczalnie dolnoreńskiego, zaznajomionego z malarstwem gdańskim, nadreńskim i niderlandzkim.
Zleceniodawcą dzieła było prawdopodobnie Bractwo Kapłańskie kościoła Mariackiego w Gdańsku. Malowidła ukazują wybrane epizody z życia Jezusa Chrystusa ukazane w konwencji narracyjno-symultanicznej, których dopełnienie tworzy bogata sceneria krajobrazowo-architektoniczna. Dominantę krajobrazu tworzy panorama Jerozolimy. Ołtarz był pierwotnie umieszczony w kaplicy Jerozolimskiej w obrębie kościoła Mariackiego w Gdańsku, a po roku 1945 trafił do zbiorów warszawskiego Muzeum Narodowego, gdzie znajduje się do dziś. Dzieło charakteryzuje się wysoką klasą artystyczną. Posiada unikatowy program ideowy o charakterze chrystologicznym, sakramentalnym i eklezjologicznym. Obrazuje słuszność nauki Chrystusa (epizody z części środkowej ołtarza) i eucharystyczny wymiar chleba-Ciała i wina-Krwi Chrystusowej, oraz istotę Kościoła, jego działalność apostolską, udzielanie sakramentów i głoszenie prawdy, której źródłem jest Chrystus.

## Dzieje
Historia powstania Ołtarza Jerozolimskiego nie jest w pełni znana. Zleceniodawcą dzieła byli najprawdopodobniej nieznani członkowie Bractwa Kapłańskiego kościoła Mariackiego na Głównym Mieście w Gdańsku, które według źródeł historycznych funkcjonowało w kościele przed 1497 rokiem. W tymże roku Bractwo otrzymało z rąk Petera Strusinga kaplicę „za drzwiami”, uposażoną w mszał, kielich oraz inne nieznane utensilia liturgiczne. Ponadto opłacał on altarystów. Powstały prawdopodobnie w latach 1495-1500 ołtarz był pierwotnie umieszczony w kaplicy Jerozolimskiej (wymienionej źródłowo po raz pierwszy w 1506 roku), przy południowym ramieniu transeptu, gdzie znajdował się do roku 1945. Następnie trafił do zbiorów warszawskiego Muzeum Narodowego, gdzie znajduje się do dziś. Duchowieństwo gdańskiej bazyliki Mariackiej zabiega o rewindykację dzieła i umieszczenie go w pierwotnym miejscu, m.in. ze względu na kontekst oraz tematykę ściśle związaną z Kościołem pojmowanym tu zarówno w kategoriach duchowych, mistycznych oraz instytucjonalnych.
Najnowsze dzieje Ołtarza Jerozolimskiego to wystawienie go na kilku prestiżowych ekspozycjach poświęconych sztuce późnego średniowiecza. Pierwszą z nich zorganizowano w brugijskim Groeningemuseum, w celu przybliżenia widzom związków późnego gotyku Europy Środkowej ze sztuką Niderlandów. Zatytułowana Van Eyck tot Dürer: de Vlaamse Primitieven & Centraal-Europa 1430-1530, wystawa trwała od 29 października 2010 do 30 stycznia 2011. Po raz drugi ołtarz był eksponowany na międzynarodowej wystawie Europa Jagellonica 1386–1572, która od 20 maja do 30 września 2012 odbywała się w Galerii Kraju Środkowych Czech (GASK – Galerie Středočeského kraje) w Kutnej Horze, a od 8 listopada miała miejsce w Warszawie: w Zamku Królewskim oraz Muzeum Narodowym, które było miejscem ekspozycji pomorskiego dzieła. Od 1 marca do 16 czerwca 2013 trwała trzecia odsłona wystawy, która miała miejsce w Domu Historii Brandenburgii i Prus (Haus der Brandenburgisch-Preußischen Geschichte) w Poczdamie.

## Wygląd
Ołtarz Jerozolimski jest szafiastym retabulum ołtarzowym w formie tryptyku. Składa się z usytuowanej na niskiej predelli prostokątnej części środkowej, nieco podwyższonej na osi oraz pary skrzydeł ruchomych, przy czym lewe skrzydło jest podzielone na dwie części: bardzo wąską wewnętrzną  i szeroką zewnętrzną. Tematem dzieła jest ziemskie życie Chrystusa, zilustrowane w kilkunastu luźno bądź ściśle powiązanych ze sobą wydarzeniach. Niektóre epizody są wpisane w kontekst Jerozolimy; namalowany widok tego miasta zdeterminował nazwę dzieła.
W środkowej części ukazano trzy główne sceny: Dwunastoletni Chrystus w świątyni, Rozmowa Chrystusa ze Samarytanką przy studni Jakubowej oraz Kuszenie Chrystusa. Tło tworzy rozbudowana sceneria krajobrazowo-architektoniczna, w której wyróżnia się panoramiczne wyobrażenie Jerozolimy. Na skrzydłach bocznych Ucieczka Świętej Rodziny do Egiptu, Strącenie bożków pogańskich, Rzeź Niewiniątek, Cud ze zbożem i Pościg Heroda oraz Wjazd Chrystusa do Jerozolimy i Wypędzenie przekupniów ze świątyni.
Ołtarz otwarty charakteryzuje się skomplikowanym i bardzo wysublimowanym połączeniem wydarzeń ze scenerią. W lewym skrzydle oraz w scenie Kuszenia przeważają elementy krajobrazu, podczas gdy przedstawienie Dwunastoletniego Chrystusa w świątyni i prawe skrzydło są wpisane w ramy lub przestrzeń architektoniczną; co więcej, epizod Wjazdu do Jerozolimy odbywa się wokół wielkomiejskiej zabudowy, którą tworzą masywne obwarowania i zwarte kamienice mieszczańskie, przy czym jest miejsce dla przyrody (skalny grunt, drzewa i płynące po fosie łabędzie). Krajobraz tworzą malownicze zieleńce, łany, lasy, gaiki, skaliste wzgórza, jary porozpraszane w różnych miejscach retabulum; wraz z miejską zabudową komponują narrację cyklu. Harmonia ta uwidacznia się w lewym skrzydle, w którym przestrzeń jest najbardziej wyczuwalna. Charakterystyczna jest dla dzieła dbałość o szczegóły, indywidualne cechy fizjonomiczne postaci, wyważona i przemyślana gra kolorów, harmonijne zestawienie tradycyjnego dla malarstwa gotyku złota płatkowego z elementami perspektywy powietrznej upowszechnionej wpierw w renesansowej Italii.
Zamknięte skrzydła ukazują widzowi cykl pasyjny, którego wybrane epizody zostały rozstawione w sposób horyzontalny i nieco chaotyczny. Ustawione w sposób różnorodny elementy krajobrazu skontrastowanego z gęstą zabudową miejską komplikują kompozycję, w efekcie przebieg narracji nie jest w pełni klarowny i płynny. Dostrzegalny jest jednak podział na dwie poziome strefy niezależnie od ram struktury tryptyku. Cykl otwiera scena Ostatniej Wieczerzy, po niej Modlitwa w Ogrojcu oraz Pojmanie, Przesłuchanie przez Najwyższego Kapłana, w dolnej strefie Biczowanie, Cierniem koronowanie, Niesienie krzyża, oraz Ukrzyżowanie i  Złożenie do Grobu.

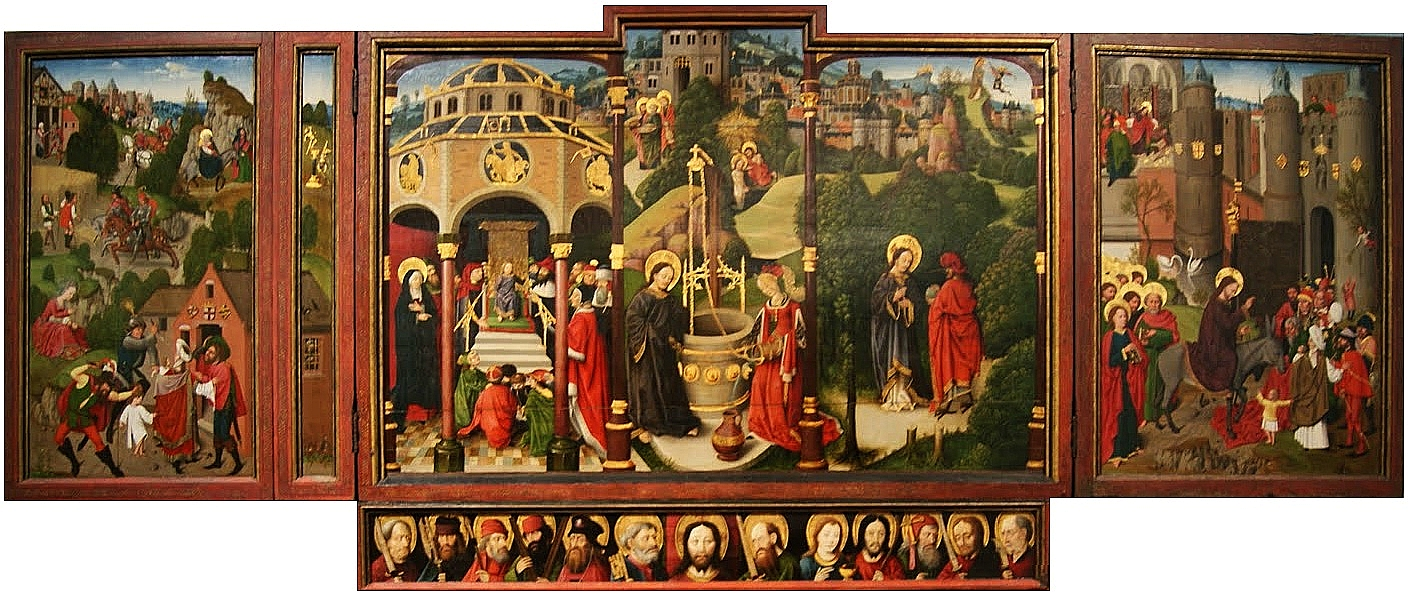
Ołtarz Jerozolimski, ok. 1497-1500, widok całości ołtarza otwartego

## Analiza
Ołtarz Jerozolimski obrazuje w sposób relatywny wybrane epizody ziemskiego życia Chrystusa. Selekcja scen ściśle wiąże się z określoną koncepcją, której autorami najprawdopodobniej byli duchowni członkowie Bractwa Kapłańskiego. Dowodem na to może być przesłanie zawarte w wybranych epizodach biblijnych, której kluczem jest nauka Kościoła, a punktem wyjścia nauczający Chrystus. Główna część ołtarza zawiera trzy epizody, gdzie misja i nauka Chrystusa napotyka opór opozycji - mądrość Chrystusa versus utrwalone błędne przekonania Żydów (których tu reprezentują faryzeusze), nieufność Samarytanki oraz fałsz i przebiegłość szatana. Pomimo średniowiecznej architektury, świat zobrazowany na Ołtarzu wydaje się być rzeczywistością Chrystusa, której kulminacją jest rozległy widok Jerozolimy, miejsca styku dwóch kultur - rzymskiej i żydowskiej. W detalach otwartego tryptyku dostrzec można symbole zła i pogaństwa (kolumna z figurą bestii) oraz judaizmu (figurka z ukoronowanym Mojżeszem) i Cesarstwa Rzymskiego (dwugłowy, czarny orzeł cesarski na złotym tle). Naprzeciw tego świata oraz ich przedstawicieli wychodzi Jezus, który przekonuje faryzeuszy, naucza Samarytankę, stanowczo odmawiaja szatanowi. Pośrodku, między Chrystusem i Samarytanką, znajduje się studnia, która stanowi punkt wyjścia dla istoty koncepcji ołtarza, stąd też zaniechano chronologicznego przebiegu wydarzeń (w Biblii, spotkanie Jezusa z Samarytanką następuje po kuszeniu). Podstawę stanowi tu wykładnia Chrystusa, nauczającego Samarytankę nowej wiary, o znaczeniu wiecznej wody i wiecznego pokarmu. Usytuowane ponad studnią na dalszym planie scen Chrztu Jezusa w Jordanie i Przyniesienia chleba przez Apostołów podkreśla meritum rozmowy Chrystusa z Samarytanką. Jest to zapowiedź powstania Kościoła jako szafarza sakramentów utożsamianych z chlebem i wodą życia wiecznego. Usytuowani poniżej, w predelli Chrystus i Dwunastu Apostołowie obrazują początek Kościoła. W sposób dobitny podkreślono wątek eucharystyczny. Rozpoczyna go krew wytoczona podczas rzezi niewiniątek, oraz zboże, które cudownie ocaliło Świętą Rodzinę przed podobnym losem. Po zamknięciu ołtarza następuje kwintesencja w postaci Ostatniej Wieczerzy; następnie kolejne epizody Pasji ukazują Ofiarę Ciała i Krwi, której kulminacją jest śmierć krzyżowa, gdzie ponad opłakującymi lub szydzącymi wokół Jezusa unoszą się anioły zbierający do kielichów Jego przelaną krew. 

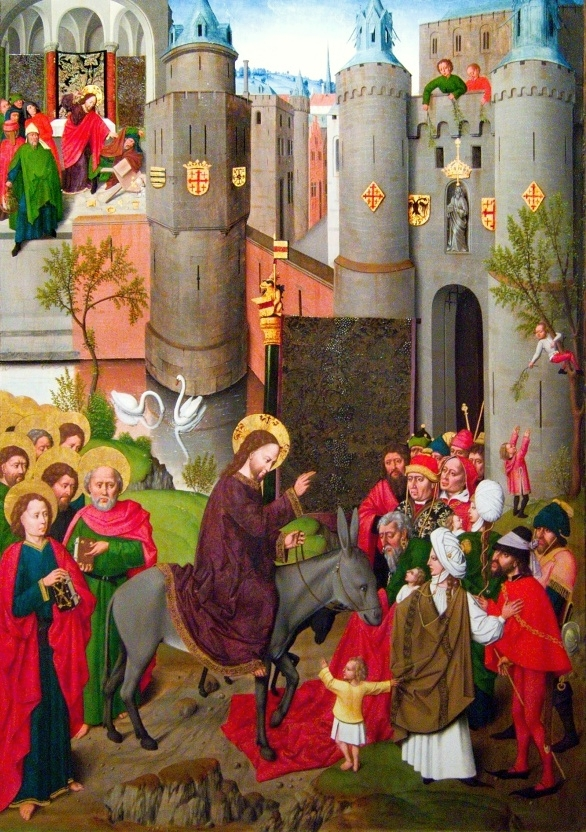
Widok prawego skrzydła ze scenami Wjazdu Jezusa do Jerozolimy i Wypędzenia przekupniów ze świątyni

Podobnie jak treści ideowe i sens dzieła, styl malowideł ołtarza odznacza się wysokim poziomem artystycznym. Wszakże pojawiają się pewne uchybienia, które rzutują na kontrast w jakości realizacji (widoczny zwłaszcza pomiędzy uporządkowaną, swobodną kompozycją scen ołtarza otwartego a chaotycznym wpisaniem narracji w scenerię na rewersach skrzydeł), nie obniża to klasy artystycznej malowideł. Charakteryzują się połączeniem stylizacji typowej dla wcześniejszych faz gotyku z późnogotyckim realizmem. W tych epizodach najbardziej czytelna jest inna osobliwość gdańskiego dzieła, którą jest stylowa i ikonograficzna heterogeniczność. Pomimo pewnej niespójności oraz niekiedy pasywnej recepcji elementów kompozycyjnych, czytelna jest erudycja twórcy retabulum, który czerpał swoje inspiracje z dzieł malarstwa tablicowego, książkowego i przeżywającej wówczas rozkwit grafiki. Jako wzory posłużyły przede wszystkim dzieła związane ze środowiskami artystycznymi z Dolnej Nadrenii Westfalii oraz Gdańska, ponadto z północnej Francji i Włoch. Spośród tych wielu inspiracji są dzieła graficzne Martina Schongauera, Israhela von Meckenen, Mistrza Ogrodu Miłosnego, malowidła mistrzów niderlandzkich: Gerarda Davida, Geertgena tot Sint Jansa, Hansa Memlinga, Alberta Boutsa, Mistrza Virgo inter Virgines, Mistrza Dyptyku Brunszwickiego, malowidła mistrzów dolnoreńskich i westfalskich: Mistrz Ołtarza z Schöppingen, Mistrz z Liesborn, Joachim Koerbecke, miniaturzystów Braci Limburg, Mistrza Girarta, Mistrza Godzinek Katarzyny z Kleve. Miejsca działalności artystów, którzy wpłynęli na ikonografię i kompozycję poszczególnych scen w Ołtarzu Jerozolimskim, w dużym stopniu zbiegają się z wpływami stylistycznymi, według badaczy oscylującymi wokół Północnych Niderlandów, Dolnej Nadrenii i Westfalii oraz Pomorza Gdańskiego. Poświadczają o tym m.in. zasięg mody, która ukształtowała ówczesną estetykę kostiumów, oraz silne więzy artystyczne Gdańska z Niderlandami i ich krajami ościennymi. Kompozycję narracyjno-symultaniczną preferował przede wszystkim Hans Memling (m.in. Pasja Turyńska, Siedem radości Marii, Ołtarz Męki Pańskiej), znana była na Pomorzu (m.in. Pasja toruńska, zaginiony obraz Oblężenie Malborka przez Gdańszczan z gdańskiego Dworu Artusa). Ten szeroki obszar wpływów na całokształt Ołtarza Jerozolimskiego budził liczne dysputy i komplikował problem znalezienia rodowodu mistrza lub mistrzów odpowiedzialnych za wykonanie retabulum z głównomiejskiej fary. Według najnowszych badań twórca wywodził się z graniczącej z Górnymi Niderlandami Dolnej Nadrenii lub pobliskiej Westfalii i ukształtował swój styl pod wpływem Dericka Baegerta z Wesel (autora m.in. Świętego Łukasza malującego Matkę Boską, Tryptyku Ukrzyżowania w kościele Dominikanów w Dortmundzie, Sprawiedliwego Sądu z Wesel) i Mistrza Monastyrskiej Śmierci Świętego Mikołaja (znany m.in. z Ukrzyżowania w paryskim Luwrze czy Świętej Rodziny w zbiorach Wallraf-Richartz Museum w Kolonii).
Wysublimowane i bogate w teologiczne przesłania programy ikonograficzne oraz treści ideowe były częstokroć preferowane w sztuce sakralnej Niderlandów, zwłaszcza w XV i początku XVI wieku, gdzie temat sakramentów przewijał się niejednokrotnie. Treści te obrazują potęgę oraz znaczenie duchowego, mistycznego i instytucjonalnego wymiaru Kościoła, sprawującego pieczę nad sakramentami. Na wysoką jakość wielu dzieł malarstwa rzutują dwa główne czynniki: nieprzeciętny talent artysty - zleceniobiorcy i wysoko ukształtowana znajomość teologii i szeroka erudycja duchownego - zleceniodawcy. Do najcenniejszych tego typu przykładów należą między innymi Ołtarz Siedmiu Sakramentów pędzla Rogiera van der Weydena (1445-50, Królewskie Muzeum Sztuk Pięknych w Antwerpii) oraz Ołtarz Eucharystii namalowany przez Dirka Boutsa (1464-67, kościół Świętego Piotra w Lowanium).